# 威廉斯港
威廉斯港（西班牙語：Puerto Williams）是智利的城鎮，位於火地群島的納瓦里諾島北側，由麥哲倫-智利南極大區負責管轄，也是南極智利省的首府，始建於1953年11月21日，面積21,550平方公里，海拔高度27米，2001年人口2,262，人口密度每平方公里0.1人。是地球最南端的城镇。

## 歷史
雅加人是智利南部的原住民，據信他們在 10,000 多年前遷移到該地區，並建立了他們傳統的狩獵採集文化。歐洲人在 16 世紀初首次接觸到達該地區。但直到 19 世紀，歐洲人才開始對這片土地感興趣並進行開發。
19世紀末，該地區發現了黃金，吸引了大批移民和移民來這裡尋找財富。到 1890 年，皮克頓島、倫諾克斯島和努埃瓦島以及1892 年建立的托羅港大約有 300 名金礦工人。納瓦里諾港位於納瓦里諾島西側，建於 1938 年 6 月。此外，這些島嶼的開發是為了支持綿羊牧場，肉類和羊毛出口變得很重要。
威廉斯港建立於 1953 年，最初是作為智利的海軍基地發展起來的。海軍醫院於 1960 年開業。2002 年，電力供應從智利海軍轉移到私人供應商。
根據1984年智利和阿根廷簽訂的和平友好條約，威廉姆斯港是各國船隻往來於麥哲倫海峽和比格爾海峽阿根廷港口之間往來的起點。

## 人口
1982 年至 2002 年間，威廉斯港的人口從 1,059 人增加到 2,874 人。

## 節日
Glorias Navales Regata：在五月的最後一星期，舉辦一場吸引國際參與者的帆船比賽。旅程從城市的港口出發，走峽灣路線。帆船賽是智利海軍海洋月活動的一部分，旨在紀念1879 年伊基克戰役。
Fiesta de la nieve（雪節）：在 7 月慶祝冬季，該市以雪上遊戲、汽車和牛仔競技慶祝冬季，慶祝活動持續 6 天。

## 氣候
根據柯本氣候分類法，威廉斯港的氣候屬於海洋性氣候，與凍原氣候接壤。夏季短而涼爽，而冬季漫長、潮濕但溫和。年降雨量約為 512.3 毫米，全年氣溫穩定。夏季可能會降雪。寒冷潮濕的夏季有助於保護冰川。雖然小鎮周圍地區森林茂密，但距離或高於其一定高度的暴露區域具有典型的苔原亞南極氣候，這使得樹木無法生長。

## 旅遊
旅遊業是威廉姆斯港的主要經濟活動之一。大多數遊客的住宿是旅館。在威廉斯港以南的Dientes de Navarino山脈開發了多條多日遠足和背包旅行的小徑。為期五天的徒步旅行路線繞過被稱為 Dientes de Navarino 的鋸齒狀尖峰。這條小徑經過被稱為 Cerro Clem 和 Montes Lindenmayer 的山峰，這些山峰於 2001 年由智利自然資源部以《孤獨星球》指南的作者的名字命名。
雅加印第安人露營地和漁網的遺跡可以在城市東部的海岸找到。威廉斯港是馬丁古辛德人類學博物館的所在地，該博物館描繪了火地島土著雅加人和瑟爾科南人的生活。

## 運輸
可乘坐Aerovías DAP提供的每日從Guardiamarina Zañartu 機場出發的航機，或從北部 350 公里的蓬塔阿雷納斯乘坐每週一次的車輛渡輪Yaghan 。

## 海軍基地
威廉姆港是智利海軍的主要海軍基地之一。該基地被用作比格爾海峽、合恩角、德雷克海峽和南極半島地區巡邏、偵察任務和救援的起點。智利海軍在威廉斯港運營著Guardia Marina Zañartu 機場和威廉斯港海軍醫院。海軍人員佔人口的相當一部分，儘管他們的人數在 21 世紀有所減少。

## 服務和設施
市內有一個智利银行的分行，一個消防局和一個智利卡賓槍騎兵（警察部队）分部。學生可在在幼兒園、小學和中學以及麥哲倫大學的大學中心接受教育。Martin Gusinde人類學博物館、機場、海港和Micalvi 遊艇俱樂部都是景點。

## 外部連結

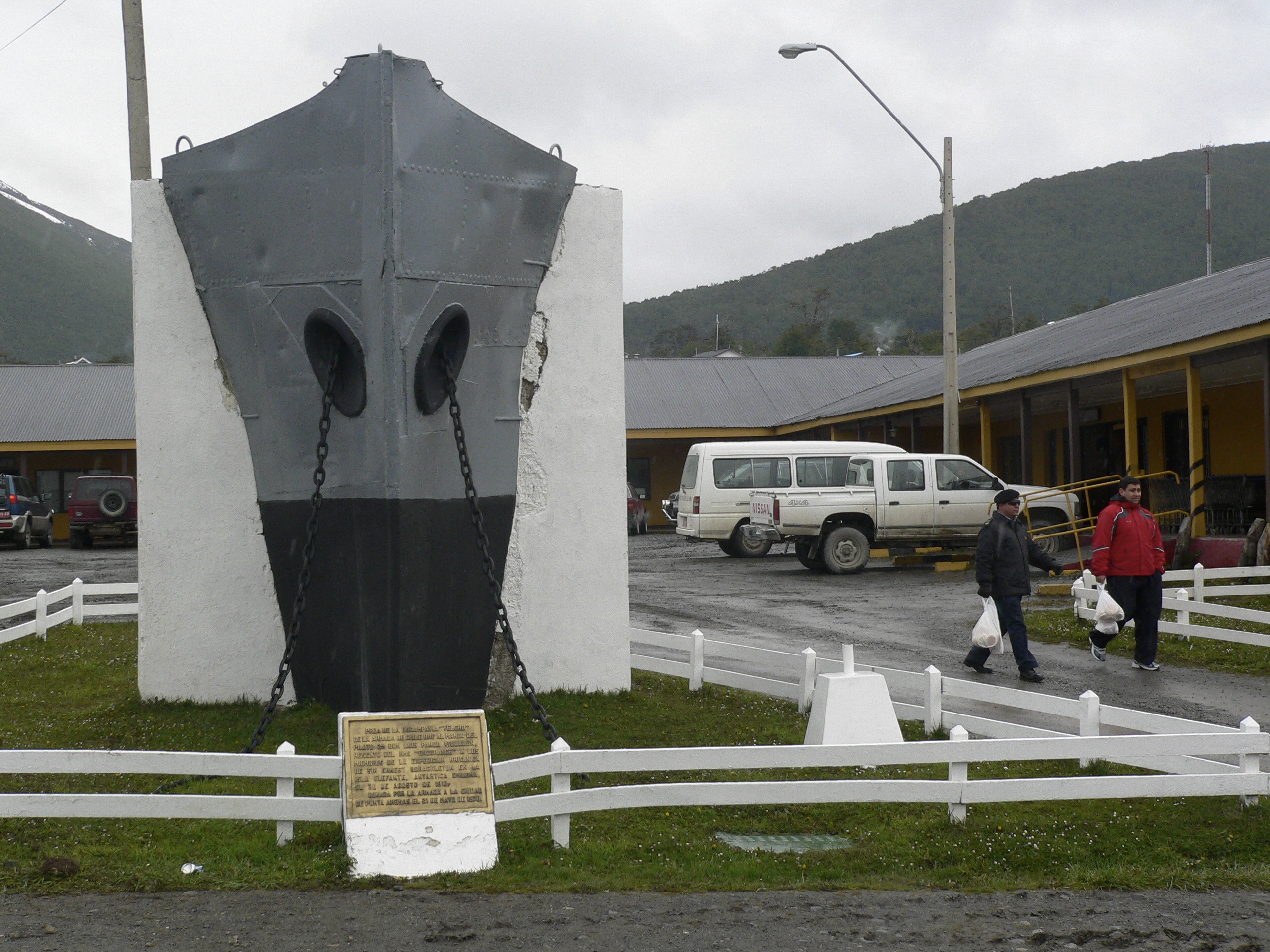

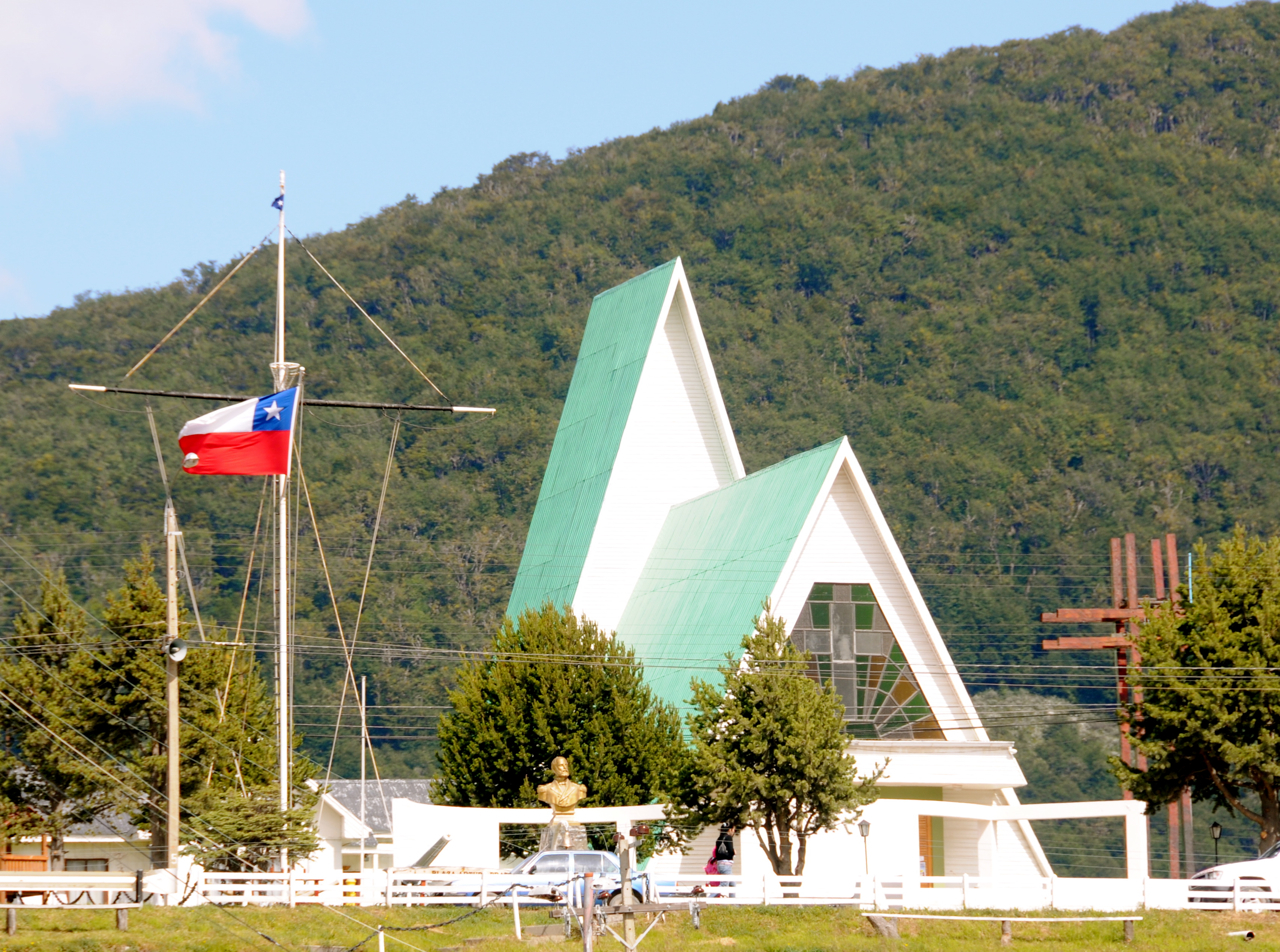

- Information from the Chilean Tourism Service regarding activities in Puerto Williams and Cabo de Hornos National Park
- Puerto Williams and Commune of Cabo de Hornos official website（页面存档备份，存于）
- Official website of Puerto Williams（页面存档备份，存于）
- Prensa Antártica - News of the Antártica Chilena Province （页面存档备份，存于）
- Museo Antropológico Martín Gusinde